# Otherland
Otherland es una saga de ciencia ficción compuesta por cuatro volúmenes y escrita por Tad Williams. La historia tiene lugar a mediados del siglo XXI (algunas señas de la edad de algunos personajes hace pensar que la acción tiene lugar cerca del 2070) donde la tecnología ha avanzado un poco con respecto a nuestros días. El avance más notable ha sido el desarrollo de la habilidad de las personas para conectarse a un ordenador mediante una conexión nerviosa para poder experimentar un mundo en línea, llamado simplemente "la red", como una realidad virtual. Tad Williams teje un intrincado argumento que se extiende a lo largo de cuatro gruesos volúmenes y crea una imagen de una sociedad futura donde el mundo virtual esta completamente integrado en la vida diaria. 
Su habilidad para sumergirse completamente en una simulación le da un alto grado de libertad artística, y la historia alterna interpretaciones de muchos trabajos clásicos tales como A través del espejo y lo que Alicia encontró allí, la Odisea, La guerra de los mundos, y El maravilloso Mago de Oz, los cuales aparecen en el libro como simulaciones de entretenimiento.

## Libros
- Libro 1 - La Ciudad de la Sombra Dorada (Hardcover 1996, Paperback 1998)
- Libro 2 - Río de Fuego Azul (Hardcover 1998, Paperback 1999)
- Libro 3 - La Montaña de Cristal Negro (Hardcover 1999, Paperback 2000)
- Libro 4 - Mar de Luz Plateada (Hardcover 2001, Paperback 2002)

La historia comienza cuando el joven Stephen Sulaweyo, que vive en la ciudad de Durban (Sudáfrica) entra en coma mientras está conectado. Su hermana mayor Irene (llamada Renie) investiga qué le ha ocurrido y comienza a descubrir unos extraños acontecimientos en la red, entre los que está la constante reaparición de una misteriosa ciudad dorada. Con la ayuda de su estudiante de tecnología bosquimano !Xabbu; Martine Desroubins, una mujer francesa que conoce en la red siguiendo el consejo de su consejera, la Dr. Susan van Bleeck; y el último superviviente del equipo técnico que creó Otherland, Singh; irrumpirá en la red de Otherland para alcanzar la ciudad. Una vez dentro, conoce a otras personas reunidas por un hombre llamado Sellars, pero antes de que le pueda decir al grupo lo que debe hacer, los propietarios de la ciudad dorada son atacados en la vida real y todo los personajes se ven forzados a escapar por la red y descubrir que no pueden desconectarse de Otherland.

## Personajes principales
- Irene (Renie) Sulaweyo - Profesora de instituto en Sudáfrica, cuyo hermano cae en coma y entra en la red en busca de respuestas.
- !Xabbu - Un bosquimano de la zona del Kalahari, y amigo de Renie.
- Patrick Sellars - Un misterioso hombre repleto de secretos que ayuda a los protagonistas en Otherland.
- Paul Jonas - Un hombre atrapado en Otherland como un experimento de La Hermandad del Grial, y profesor privado de Avialle.
- Johnny "Miedo" Wulgaru - Un psicópata australiano contratado como asesino por La Hermandad del Grial. También conocido como Más Miedo. (Moredread en la versión inglesa, parecido en la pronunciación a Mordred).
- El Otro - El extraño ser que es el secreto y la espina dorsal de Otherland.
- Orlando Gardiner - Un chico enfermo de progeria que es llevado a Otherland mientras juega a un RPG de realidad virtual llamado País Medio, en el que es el héroe Barbaro Thargor.
- Félix Malabar - El acaudalado jefe de La Hermandad del Grial, una poderosa organización que contrata asesinos para poder mantenerse en secreto. La meta de La Hermandad del Grial es obtener la vida eterna en el paraíso virtual de Otherland.
- Sam Fredericks - La mejor amiga de Orlando en la red, aunque siempre intenta por todos los medios parecer un chico dentro de la red. También es el compañero de Orlando en el mundo de la Tierra Media donde se mueve bajo el nombre de Pithlit, el ladrón.
- Martine Desroubins - Una investigadora francesa ciega que posee un vínculo especial con el Otro desde que accidentalmente contactase con él cuando era una niña.
- Olga Pirofsky - Una actriz en el espectáculo de la red llamado Tío Jingle.
- Dulcinea (Dulcie) Anwin - Una asociada de Miedo, introducida en la conspiración.
- Calliope Skouros - Una policía detective lesbiana que investiga un asesinato cometido por Miedo años antes.
- Christabel Sorensen - Una niña pequeña que es la única que conoce el paradero secreto de Patrick Sellars.
- Long Joseph Sulaweyo - El padre de Renie, alcohólico e incapaz de dirigir su vida.
- Singh - El único miembro superviviente del grupo de técnicos que diseñaron Otherland y que muere al introducir a Renie, !Xabbu y Martine en Otherland.
- Florimel, Sweet William, Quan Li y T4b – Las otras personas llamadas a la ciudad dorada por Sellars aparte de Renie y Orlando.
- Avialle Malabar - La única hija superviviente de Felix Malabar. Ha crecido apartada de cualquier contacto humano y tiene una misteriosa relación con el Otro, a quien ella considera un fantasma.

## Videojuego
Actualmente la empresa alemana Dtp Entertainment prepara un Juego Multijugador Masivo o MMO basado en esta saga, más información aquí y en la página oficial del juego.

### Influencias
- La banda de Power metal Blind Guardian ha compuesto una canción titulada "Otherland", dedicada a esta colección, en su álbum del 2006 A Twist in the Myth.

### Ciencia y tecnología
- Transferencia mental
- Second Life
- Transhumanismo
- Realidad Virtual

- Datos: Q958873